# アンケートシステム
アンケートシステムとは、従来手作業で行われてきたアンケート（質問調査）の集計や解析を自動化するためのシステムである。
システム化することにより、回答収集、回答内容集計、集計データの解析にかかる労力を大幅に軽減できるため、より短時間でより多くアンケートを行うことが可能である。
不特定多数に回答してもらうことを前提としていることもあり、Webブラウザを利用したシステムが一般的なようである。
| スタブアイコン | サブスタブ | この項目は、まだ閲覧者の調べものの参照としては役立たない、コンピュータに関連した書きかけの項目です。この項目を加筆・訂正などしてくださる協力者を求めています（P:コンピュータ）。 |